# Hokitika
Hokitika új-zélandi település a Déli-sziget nyugati partján, a West Coast régióban, a Hokitika folyó torkolatától közvetlenül északra terül el. A települést 1864-ben, az új-zélandi aranyláz idején alapították, amikor a Hokitika folyó medrében és a környékén aranyat találtak.

## Földrajzi helyzete
A városka a Tasman-tenger partján fekszik, 40 kilométerre délre Greymouth városától, a régió központjától. A települést, csakúgy, mint a Déli-sziget nyugati partjának egészét, a sziget gerincét alkotó Déli-Alpok erősen elszigeteli a sziget belsejétől és az ország többi részétől. Tiszta időben a város főutcájáról jól látható Új-Zéland legmagasabb csúcsa, az Aoraki/Mount Cook (3754 méter). A nyugati part szűk sávja azonban itt a Hokitika folyó feltöltött deltájában kissé kiszélesedik, és némi mezőgazdaságilag használható termőterület is kialakult. A városban, csakúgy mint az egész országban, állandó a földrengésveszély, ezért az általában fából emelt épületek leginkább maximum egyemeletesek.

### Éghajlata
Hokitika éghajlata nedves óceáni jellegű, a Tasman-tenger felől fújó nedves szelek és a város mögött emelkedő magas Dél-Alpok együttes hatására rendkívül csapadékos; az évi csapadékösszeg 2800 mm körül van. A nyarak mérsékelten melegek, ritka a 30 fok feletti hőmérséklet, a telek enyhék, a fagyok szintén ritkák.

## Története
A várost 1864-ben alapították, amikor az új-zélandi aranyláz átterjedt a nyugati partra. 1866-ra Hokitika lett Új-Zéland egyik legnépesebb központja. 1867. szeptember 16-án például 41 hajó horgonyzott a Hokitika folyó homokos torkolatában kialakított kikötőben, helyenként négyes sorban. Ebben az évben ez a kikötő volt Új-Zéland legnagyobbja mind az itt kikötő hajók számát, mind pedig az export (főleg arany) értékét illetően.
Hokitika ekkoriban sem szigetelődött el a világtól. 1868 márciusában a településen nagy tüntetést tartottak, mert korábban Manchesterben kivégeztek három ír lázadót, akik megöltek egy rendőrt. A tüntetést egy katolikus pap vezette, akit később a gyarmati hatóságok letartóztattak és lázadásért elítéltek.
1873-ban Hokitika lett a rövid életű Westland Province fővárosa, amit aztán 1876-ban a többi új-zélandi tartománnyal együtt megszüntettek.
1941-ben egy helyi farmer ámokfutást rendezett és hét embert lelőtt, köztük rendőröket is. Ez váltotta ki az ország történetének legnagyobb embervadászatát, amiben több száz ember vett részt, és csak 12 nap múlva sikerült likvidálni a merénylőt.
A település az aranytelérek kimerülése után elcsendesedett, lakosainak száma erősen visszaesett. A 21. században a környék lakossága újra növekedésnek indult a természetközeli életmód divatjának erősödésével. A körzet lakosságának 30%-a a településeken kívül él.
Eleanor Catton, a Man Booker-díjjal kitüntetett szerző The Luminaries című regénye az aranyláz idején játszódik Hokitikában.

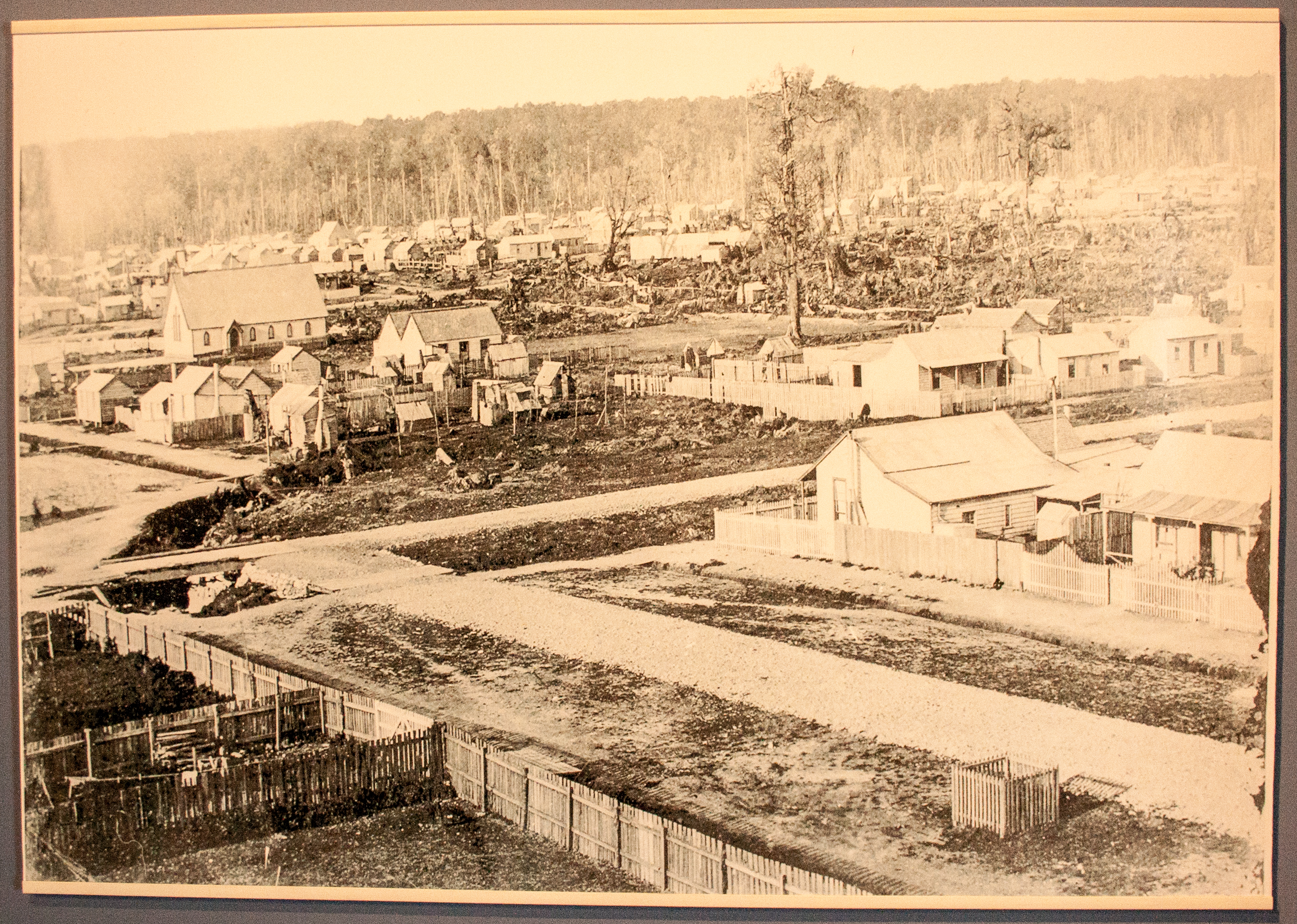
A kialakuló település, 1864
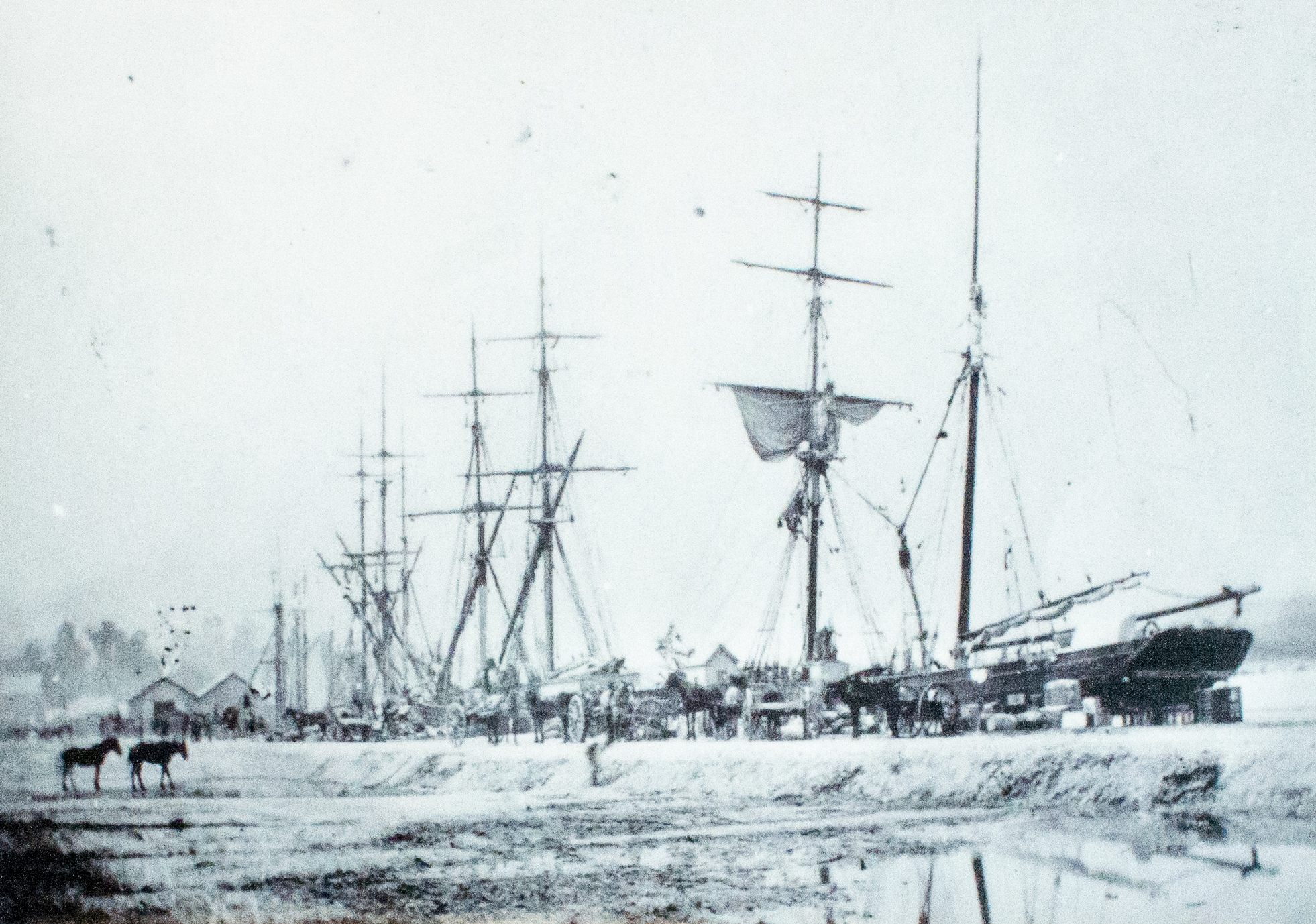
Kikötői forgalom az aranyláz idején, 1867
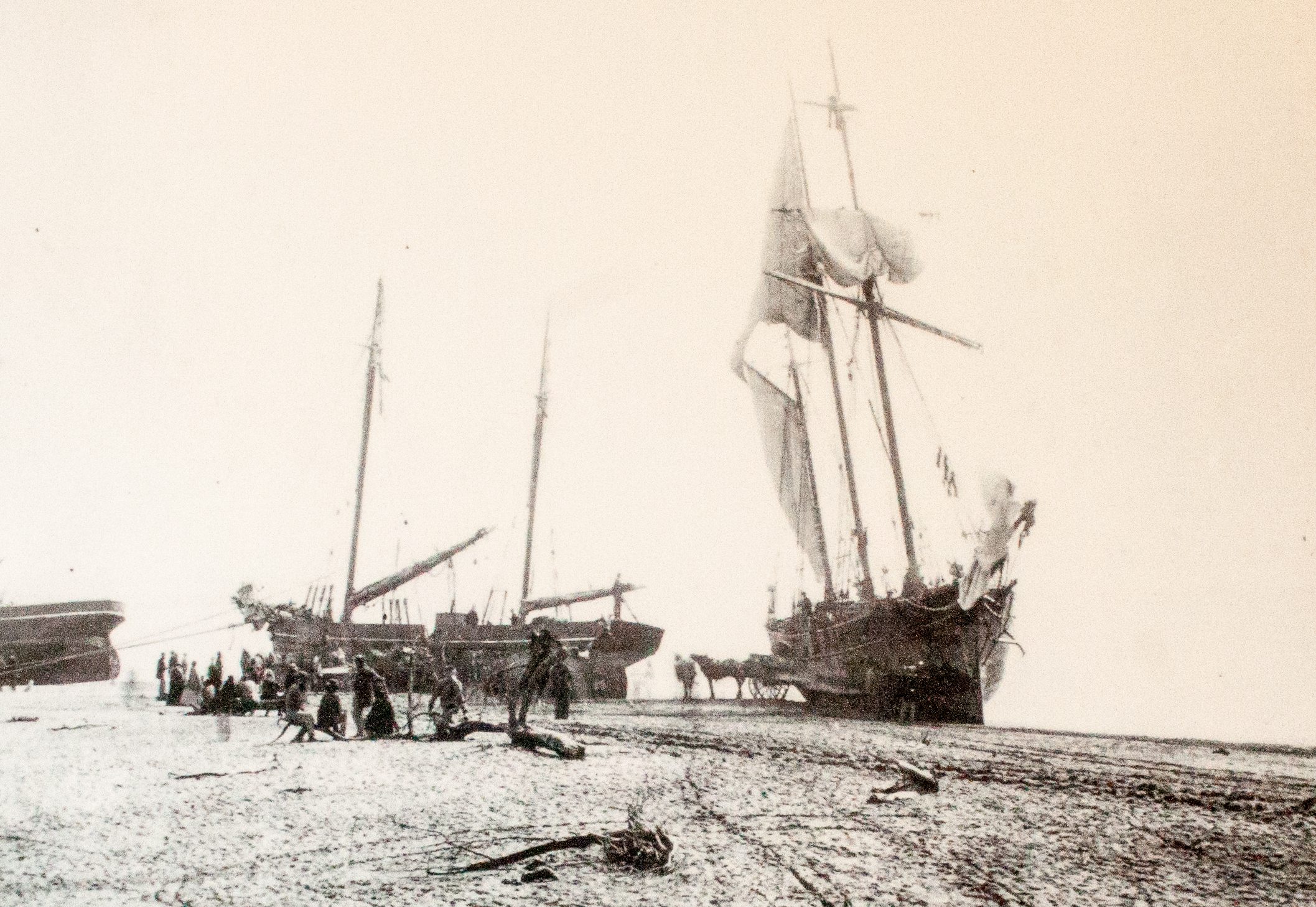
Megfeneklett hajók a hokitikai kikötő környékén, 1867

## Gazdaság
A város 19. századi virágzásának alapja a bányászat volt, elsősorban a pounamu nevű féldrágakő, az arany és a szén kitermelése. Emellett fontos volt még az erdőgazdálkodás is, de mindezen ágazatok erősen visszaestek a 20. századra. A 21. században azonban az egyre fontosabb ökoturizmus lassan újra emelkedő pályára állítja a települést. Hokitika a Déli-sziget nyugati partján a turisták fontos megállóhelye lett. A pounamu, vagy angol nevén greenstone feldolgozása a városka jellegzetes kézműipara lett, a látogatók talán itt találják az országban a legszélesebb választékát az ebből a jáde-féle féldrágakőből készült tárgyaknak. A nagyobb üzletek előtt gyakran több száz kilós pounamu-rögöket is elhelyeznek vevőcsalogatónak, az üzletekben pedig az ebből az anyagból maori mintára készült, valamint modern emléktárgyakat árulnak. Az ékszerboltok különleges kínálata a helyben talált aranyszemcsék, üveglencsében.
Az 1990 óta évente megrendezett Hokitika Wild Food Festival is sok látogatót vonz, ez alkalommal különleges vadételeket, hagyományos maori fogásokat szolgálnak fel az érdeklődőknek.
A településen a Seaview Asylum nevű pszichiátriai otthon foglalkoztatja talán a legtöbb dolgozót.
A hagyományos új-zélandi élelmiszeripari ágazatok közül a tejtermelés és -feldolgozás is fejlett a környéken. A farmerek itt is szövetkezeti alapon működtetnek nagy tejfeldolgozó üzemeket, mint az ország más részeiben. A hagyományos termékek mellett nagy szerepe van a tejfehérjék és -zsírok modern feldolgozásának. Az iparág termékei túlnyomórészt exportra kerülnek.

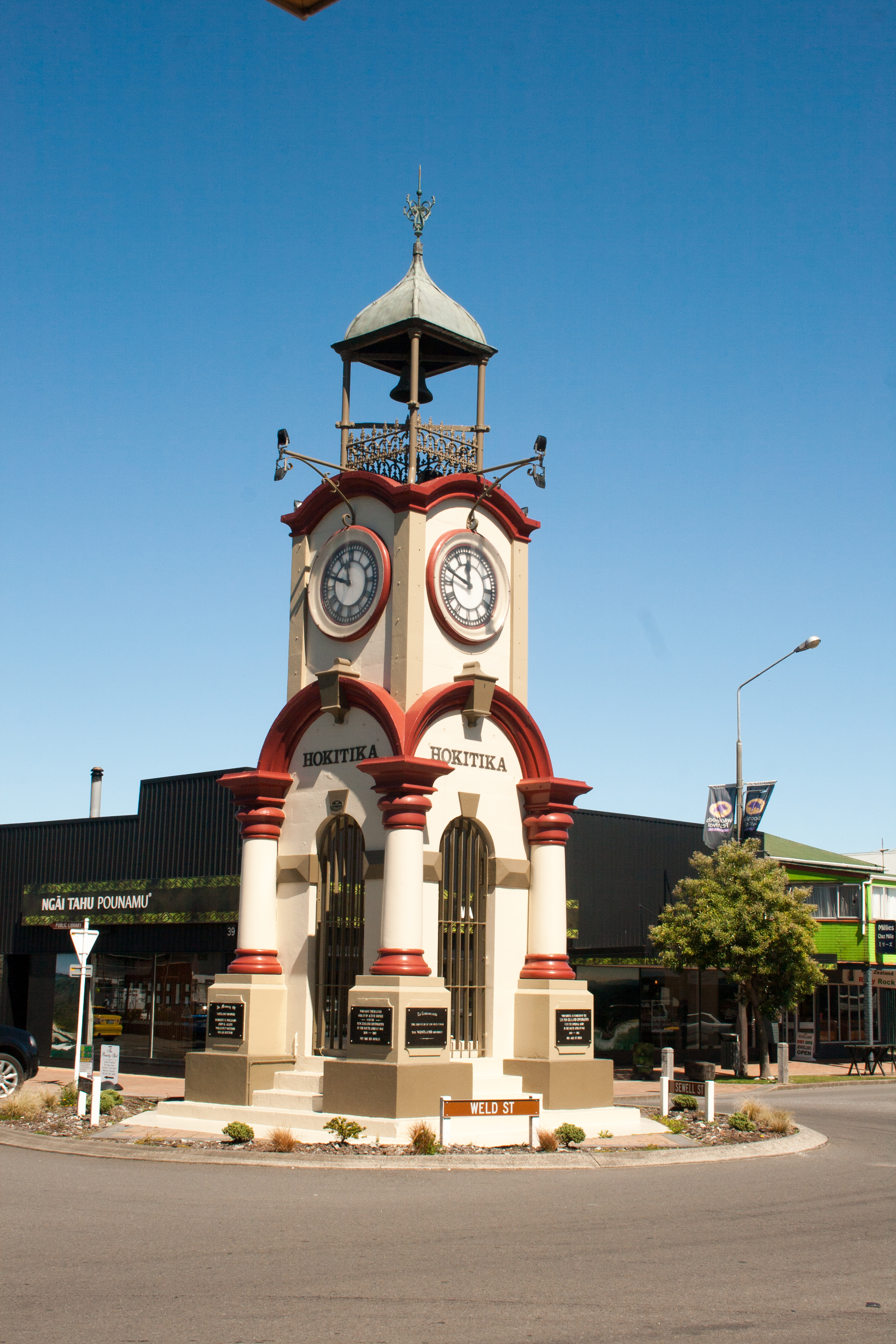
A hokitikai óratorony, a város jellegzetessége
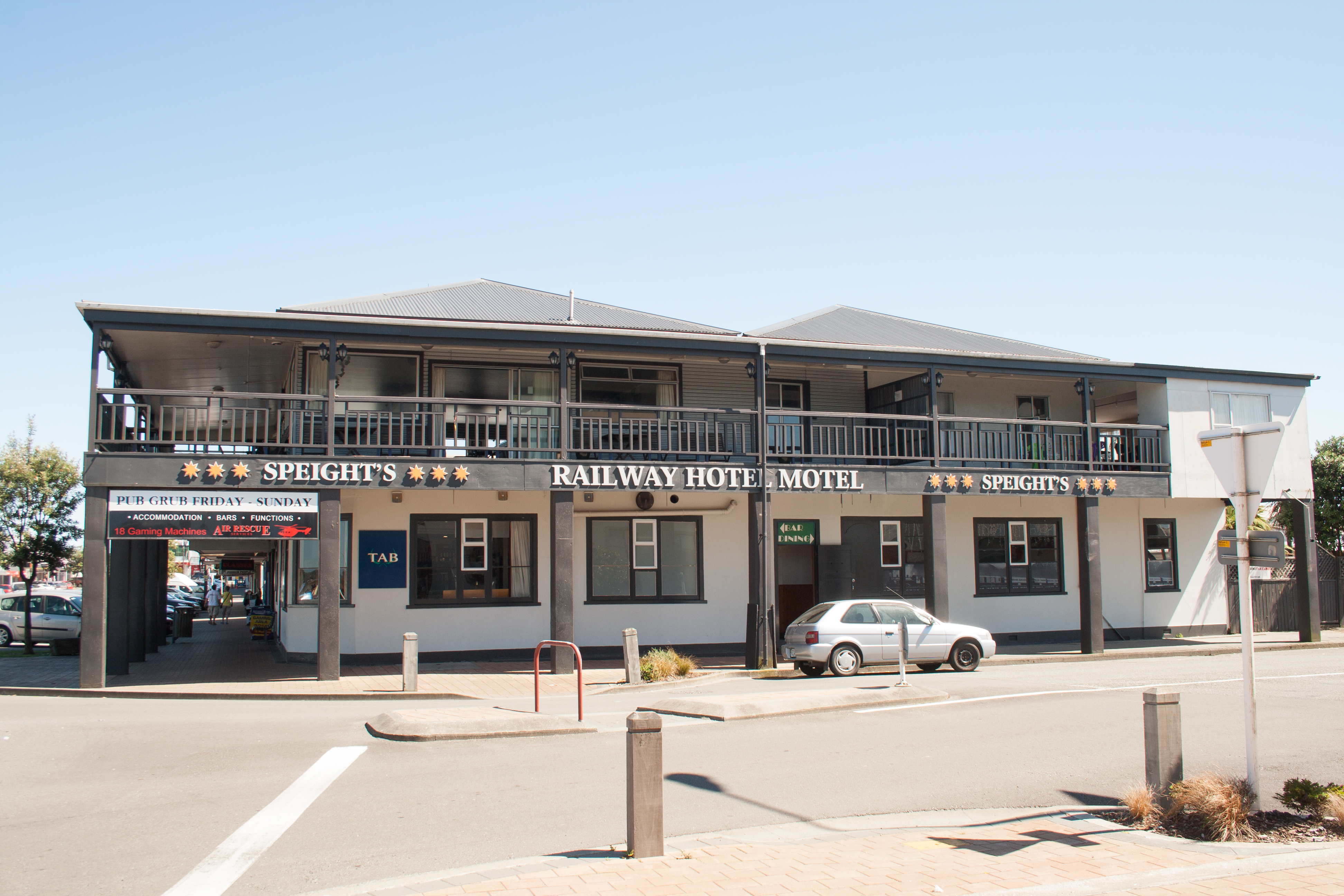
Földrengésbiztos szállodaépület
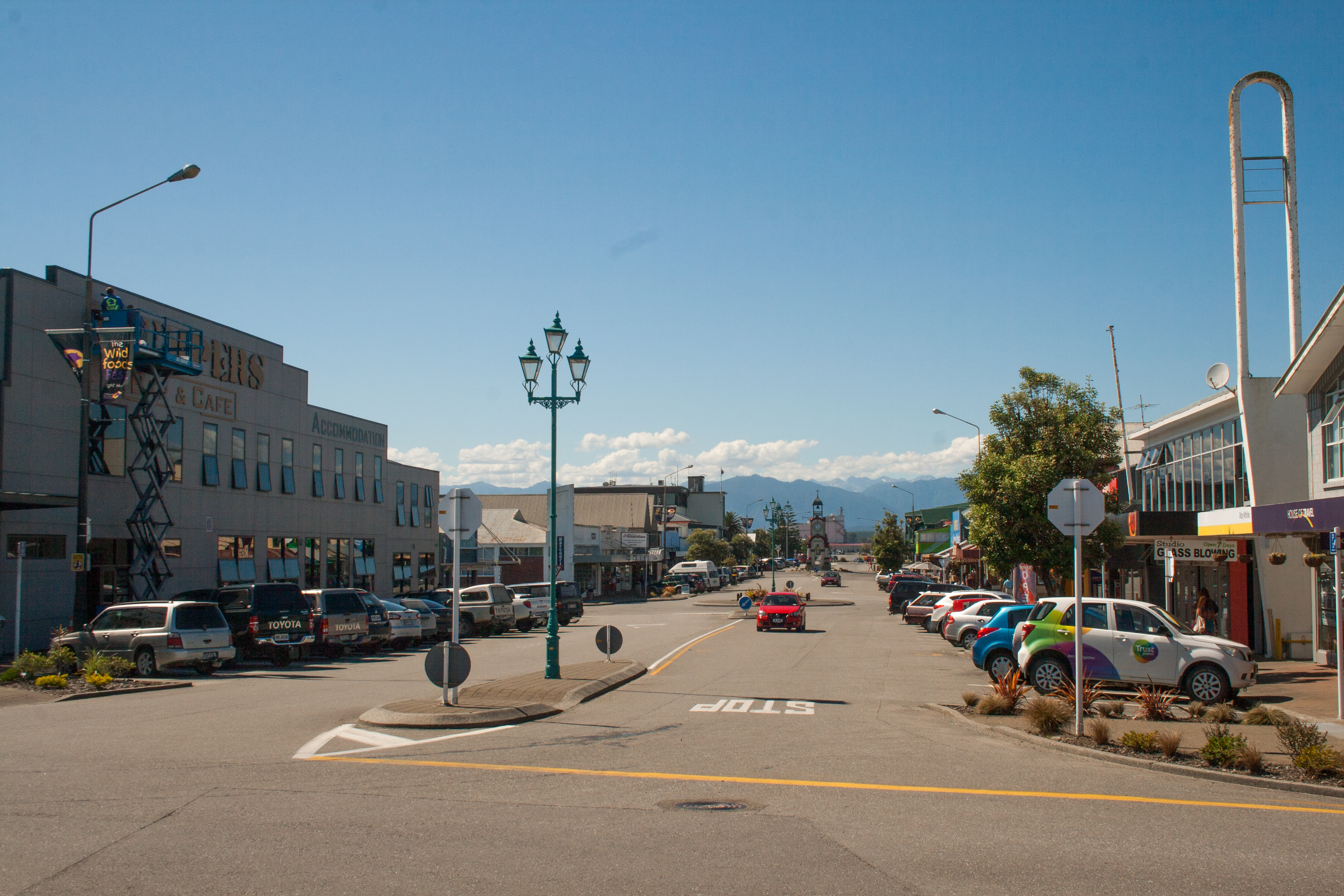
Utcakép a város központjában
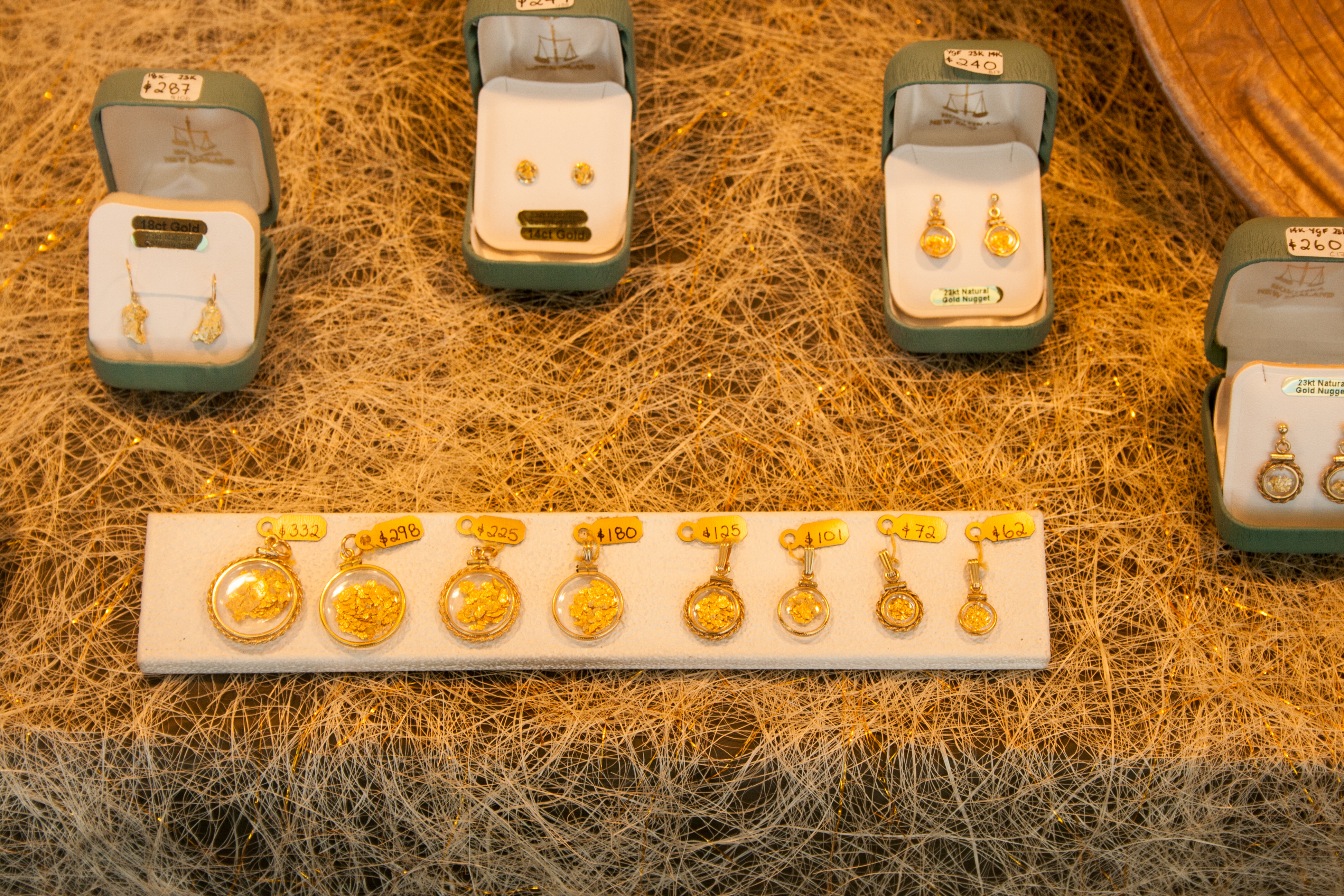
Aranyrögöcskék üveglencsében, ékszerként
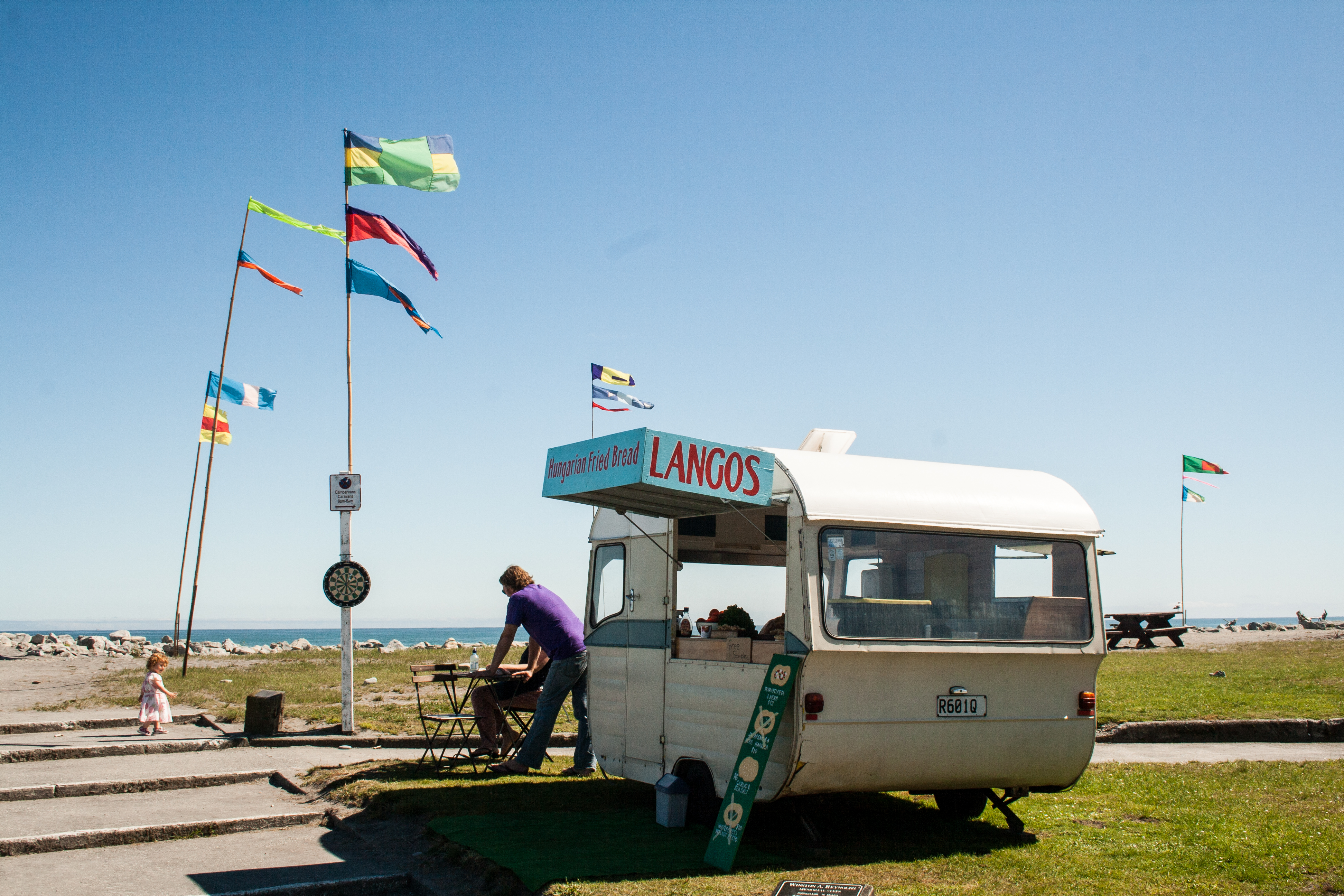
Ifjú helyi vállalkozó pár magyar módra készült lángost kínál a hokitikai tengerparton

## Közlekedés
A városon áthalad az új-zélandi 6-os főútvonal. A helyi repülőtérről napi két járat indul Christchurchba. A vasút 1893-ban érte el a várost Greymouth felől. A vasúti személyforgalom 1973-ban megszűnt, azóta csak teherforgalom van, főleg a helyi tejipar termékeit szállítják.
1865-ben, az aranyláz idején a város az nyugati partvidék fő kikötője lett, forgalmát az országban csak Auckland előzte meg. A Hokitika folyó homokos torkolatában kialakított kikötő azonban nagyon veszélyes volt, a mozgó homokpadokon csak 1865 és 1867 között 108 hajó feneklett meg ideiglenesen és 32 hajó veszett el végleg. Az aranyláz után a kikötő szerepe visszaesett, az 1950-es években vámhivatalát is bezárták.

## Kultúra
A város egyik legjelentősebb kulturális intézménye a főleg a település történetét és természeti kincseit bemutató Hokitika Museum.
A Hokitika Sock Machine Museum régi zoknikötő textilipari gépeket mutat be, és a látogatók ezeken elkészíthetik saját zoknijaikat.
Közösségi összefogással sikerült megmenteni az egykori Regent Theatre lebontásra ítélt art déco épületét, és ebben helyezték el a Déli-sziget egyik legmodernebb 3D digitális moziját.

## Fordítás
- Ez a szócikk részben vagy egészben  a   Hokitika című angol Wikipédia-szócikk ezen változatának fordításán alapul.  Az eredeti cikk szerkesztőit annak laptörténete sorolja fel. Ez a jelzés csupán a megfogalmazás eredetét és a szerzői jogokat jelzi, nem szolgál a cikkben szereplő információk forrásmegjelöléseként.